# 堤公国
堤 公国（つつみ きんくに、生没年不詳）は、平安時代の貴族。
駿河国の朝比奈氏・岡部氏の祖とされる。
『家譜類』などによると、「藤原鎌足七代の孫堤中納言兼輔の末裔である堤公国が、駿河国司として在国中（赴任中）に二人の男子をもうけた。長子の国俊は朝比奈郷に居住して朝比奈氏の祖となり、末子の公俊は岡部郷に居住して岡部氏の祖となった」と記されている。